# Bataille de New Bern
Guerre de Sécession
Batailles
Campagne de Burnside en Caroline du Nord
- Roanoke Island
- Elizabeth City
- New Burn
- South Mills
- Fort Macon
- Tranter's Creek

La bataille de New Bern a lieu le 14 mars 1862, près de la ville de New Bern (Caroline du Nord), pendant la guerre de Sécession. C’est la troisième opération (et la troisième victoire fédérale) de la campagne de Burnside en Caroline du Nord, après la bataille de Roanoke Island et la bataille d'Elizabeth City.

Une force confédérée en infériorité numérique, mal entraînée et mal organisée, est défaite par l’« US Army Coast Division », la « Division Côtière » du brigadier général Ambrose Burnside, qui est constituée de régiments d’élite de Nouvelle-Angleterre, et a de plus l’appui des canonnières de la « North Atlantic Blockading Squadron » (« Escadre de Blocus de l’Atlantique Nord ») unioniste.

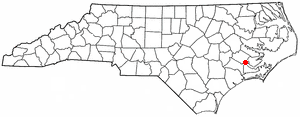
La ville de New Bern (Caroline du Nord) est située au fond d'une ria, au sud-ouest du sound ou baie de Pamlico.

## Données géographiques

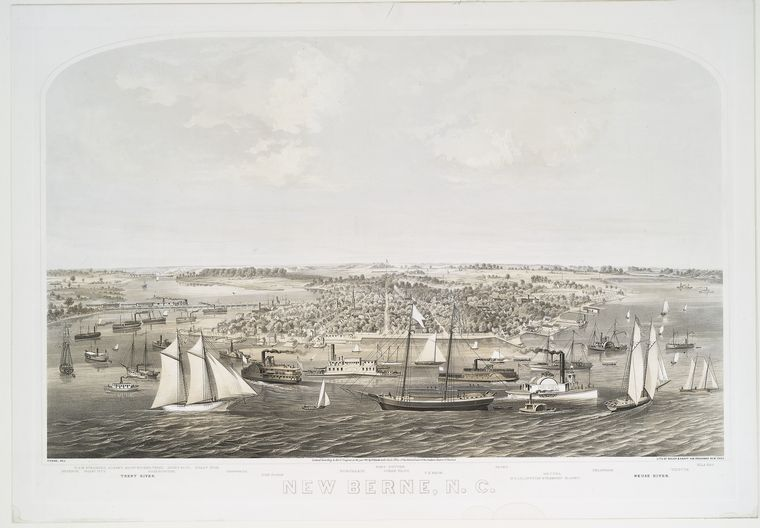
Le port de New Bern, au bord d'une côte plate, fourmille d'activité : dans le port 16 vapeurs et 6 goélettes, et le train entre en gare en passant sur le pont au-dessus de la Neuse. Noter la qualité de la lithographie ("Major & Knapp Engraving, Manufacturing & Lithographic Co", 1864).

New Bern se trouve sur la rive droite (sud-ouest) de la Neuse, à environ 37 miles (60 km) en amont de son débouché dans le sound ou baie de Pamlico. La Neuse est assez large et profonde à cet endroit pour que des bateaux pouvant naviguer dans les eaux du sound puissent y naviguer sans obstacle.
Très prospère port de mer pendant la période coloniale, New Bern a par la suite décliné au profit des villes voisines de Morehead City et Beaufort. Cependant, la ligne ferroviaire « Atlantic & North Carolina Railroad » passe par New Bern et en fait une cible stratégique, d’autant plus que cette voie croise plus à l’intérieur, à Goldsboro, la ligne « Wilmington & Weldon Railroad », qui est le cordon ombilical reliant la Confédération avec son unique port de mer en eaux libres : Wilmington.
Sur le plan technique, le terrain de cette partie de la Caroline du Nord est plat, parfois marécageux, avec des collines couvertes de bois de pins (ou de feuillus) et coupées par des ravines où coulent de petites rivières. L’une de celles-ci, la Trent, coule au sud de New Bern, et sépare la ville de la terre ferme. Un autre cours d’eau guère plus large, le Slocum’s Creek s’écoule 16 miles (26 km) plus en aval. C’est sur le terrain situé entre la Trent et le Slocum que s’effectuera le débarquement des forces fédérales, et c’est là qu’aura lieu le gros de l’action, à part la prise de la ville elle-même.
En ce qui concerne les voies de communication : la voie ferrée court sur des bermes et parfois dans des tranchées à environ 1 mile de la rivière, et pénètre dans New Bern en passant sur un pont au-dessus de la Trent.
Une grand-route, qui relie New Bern, Morehead City et Beaufort, traverse aussi le secteur. Au niveau du champ de bataille, elle passe entre la rivière et la voie ferrée, qu’elle traverse à 1,5 mile au nord. Cette route, qui n’était pas pavée (comme les unionistes l’apprendront à leurs dépens), continuait vers le nord-ouest et traversait la Trent sur un pont à environ 4 miles (6,5 km) à l’ouest de New Bern.

## Préliminaires

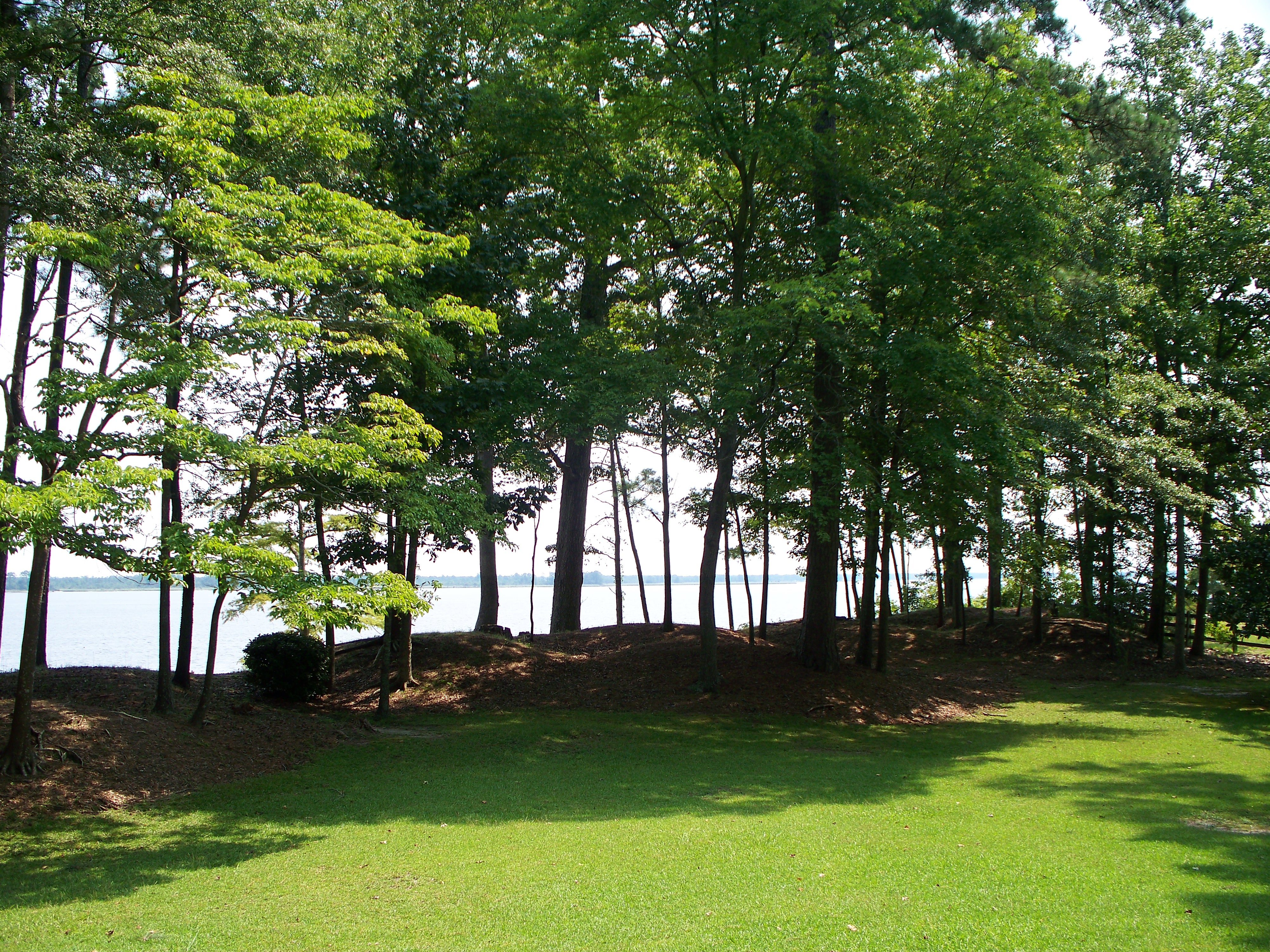
Ce qui reste aujourd’hui de Fort Thompson : des talus de terre. Noter la largeur de la rivière : comme les confédérés avaient détruit les ponts en prenant la fuite, les canonnières fédérales durent faire traverser leurs fantassins.

Après la sécession, la défense de la Caroline du Nord ne fut pas entreprise avec vigueur : à Richmond, le Secretary of War, Leroy P. Walker puis son successeur Judah P. Benjamin, considéraient que les opérations en Virginie étaient de loin prioritaires, et ils y consacraient leurs meilleures troupes.
Ainsi, au moment de la bataille des Hatteras Inlet Batteries (août 1861), seulement 6 régiments d’infanterie confédérés étaient affectés à la défense de l’immense façade côtière de la Caroline du Nord. Le secteur nord de la côte (depuis environ Cap Lookout jusqu'à la limite avec la Virginie) comprenait New Bern, et avait été affecté au brigadier général Daniel Harvey Hill.
Au sud de New Bern, Hill avait élevé deux lignes de fortifications. La plus périphérique, appelée la ligne Croatan , longeait un ruisseau (le Otter Creek) et s’étendait jusqu’à la ligne ferroviaire. À 6 miles (10 km) de là, plus près de la ville, une autre solide ligne de retranchements s’appuyait sur le fort Thompson au niveau de la rivière. Le fort était armé de 13 canons, dont 3 seulement étaient dirigés vers l’intérieur , et 10 vers la rivière, d’où on présumait que viendraient les ennemis. Hill avait aussi ordonné la construction de batteries le long des rivières, afin de repousser l’invasion par voie d’eau qui paraissait la plus à craindre : 5 fortins le long de la Neuse (en comptant Fort Thompson) - et 2 sur la Trent.
De plus la rivière Neuse était barrée à 2 endroits. À 1,5 mile (2,5 km) en aval de Fort Thompson, avait été plantée une double ligne de pilotis qui affleuraient la surface, étaient chapeautés de fer, et doublés par une ligne de 30 mines chargées chacune de 200 livres (100 kg) de poudre noire. Le second barrage en travers de la Neuse se trouvait en face de Fort Thompson : c’était une ligne de chevaux de frise et de coques immergées qui ne laissait qu’un étroit passage, juste sous les canons du fort.
Daniel Harvey Hill espérait recevoir suffisamment de troupes pour tenir ses défenses, mais l'organigramme de la défense côtière de Caroline du Nord fut encore remanié, et Hill, muté en Virginie, fut remplacé par le brigadier général Lawrence O'B. Branch, cependant que la zone nord des sounds, la Baie d'Albemarle (et en particulier l’île Roanoke) était affectée au brigadier général Henry A. Wise. Wise dépendait du commandant de place du port de guerre de Norfolk, le brigadier général Benjamin Huger, alors que Branch dépendait du brigadier général Richard C. Gatlin, commandant du « Department of North Carolina ».
Cependant, après la bataille de Roanoke Island, le vice-amiral Goldsborough est rappelé à Hampton Roads, et il laisse le soin de la flotte fédérale stationnée dans les sounds au commander Stephen C. Rowan. Rowan remporte sur la « Flotte Moustique » confédérée la bataille de Elizabeth City.
Les eaux des sounds (Baie d'Albemarle au nord et baie de Pamlico au sud) sont ensuite intégralement aux mains des fédéraux, qui attaquent la plus importante des villes riveraines : New Bern.

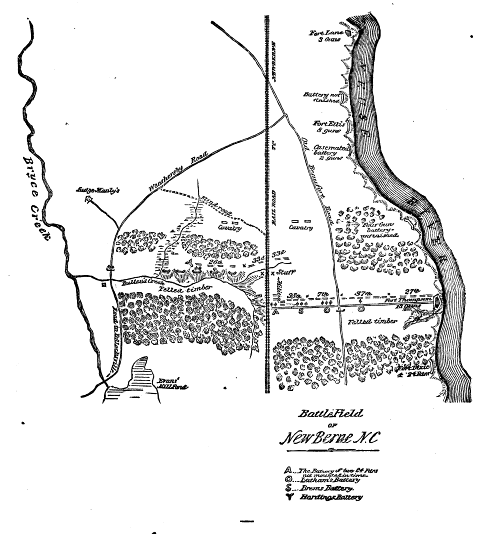
Les lignes défensives des Confédérés le 14 mars 1862. La ville de New Bern est en haut, les fédéraux avancent à partir du bas de la carte. La Neuse est à droite. La voie ferrée coupe le champ de bataille de bas en haut. La défense principale fait face à la rivière, mais une solide ligne de retranchements, perpendiculaire à la Neuse, unit sa berge et la voie ferrée. Au-delà, elle est bien plus légère et suit le cours d'un ruisseau. Le terrain est boisé, sauf devant les lignes, où il a été défriché pour ôter toute protection aux assaillants.

Bien qu’après la bataille de Roanoke Island et la prise de l’île Roanoke les fédéraux aient attendu un mois avant d’ attaquer New Bern, les confédérés restèrent pratiquement inertes pendant ce délai. Pourtant un des subordonnés de Branch estimait qu’il serait nécessaire d’avoir 6 130 hommes pour pouvoir tenir efficacement les lignes de défense de New Bern ; or les confédérés n’étaient que 4 000, comptant de plus beaucoup de miliciens mal armés, et leur nombre était d’ailleurs réduit par la maladie. Branch se résolut donc à raccourcir sa ligne de défense en la rapprochant de New Bern, et il abandonna les solides retranchements établis par son prédécesseur : le maître ouvrage serait la ligne de retranchements appuyée sur Fort Thompson.
Comme cependant cette ligne de fortifications n’allait que de la rivière à la voie ferrée Atlantic & North Carolina Railroad (elle se terminait là dans une briqueterie qui jouera un grand rôle lors de la bataille), Branch décida de l’étendre au-delà de la voie ferrée, jusqu’aux marécages. Ceci malheureusement doublait presque sa longueur. Et comme il manquait de travailleurs, Branch décida d’utiliser comme obstacle naturel la rive d’un ruisseau (voir le plan ci-contre). Or ceci était une grosse erreur : le retranchement (qui d’ailleurs était plutôt une succession de trous d’hommes et de redans longés par le ruisseau) comportait de ce fait un saillant en son milieu.

## La bataille

### Préparatifs
Les soldats de la Coast Division d Ambrose Burnside s’entassent dans leurs bateaux de transport et le convoi quitte l’île Roanoke le 12 mars 1862, accompagné par une canonnière de l’US Army et 14 canonnières de l’US Navy. Une des unités de l’ US Navy est envoyée stationner dans l’estuaire de la rivière Pamlico : le bruit court que les confédérés y prépareraient 2 bateaux destinés à attaquer les transports qui s’éloigneraient de la protection de l’US Navy... Le reste du convoi traverse la baie de Pamlico, entre dans l’estuaire de la rivière Neuse, et au crépuscule les bateaux fédéraux jettent l’ancre près de l’embouchure du Slocum’s Creek.
Le brigadier général confédéré Branch, averti de l’arrivée des fédéraux, réagit immédiatement et se met sur sa défensive. Il rassemble des réserves au croisement de la ligne ferroviaire et de la route de Beaufort, et envoie le colonel James Sinclair et son 35th North Carolina Infantry sur la plage d’Otter Creek (devant le retranchement Croatan) avec la mission de s’opposer à un débarquement ennemi. Le colonel Zebulon Vance reçoit l’ordre de poster son 26th North Carolina dans le retranchement Croatan. Et toutes les unités reçoivent l’ordre suivant : si elles sont repoussées, elle doivent se replier sur le fort Thompson.
À l’aube du 13 mars, les troupes fédérales commencent à débarquer sur la plage d’Otter Creek; une petite unité confédérée essaie de les en empêcher, et est rapidement dispersée par le feu des canonnières : le colonel Sinclair a appliqué ses ordres d’une façon minimaliste. Pendant toute la matinée, les hommes débarquent, et avec eux 8 obusiers (6 de l’US Army et 2 de l’US Navy) ; Burnside essaye de débarquer davantage d’artillerie, et plus près de l’ennemi, mais un brouillard dense se lève, et la tentative est abandonnée faute de visibilité.
Peu après midi les forces unionistes se mettent en route, et la pluie commence. La route se transforme en boue, et le simple fait de marcher devient très pénible. Comme les canonniers qui traînent leurs obusiers sont vite épuisés, un régiment d’infanterie (le 51th Pennsylvania) est envoyé à leur aide, et s’acquitte avec peine de sa tâche . La colonne fédérale avance lentement, et de leur côté, sur la rivière, les canonnières les précèdent à courte distance, en arrosant les emplacements où des confédérés pourraient être embusqués.
Du côté des confédérés, le colonel Campbell, qui commande l’aile droite, interprète cette canonnade comme la préparation d'un autre débarquement fédéral plus en amont, et, craignant d’être encerclé, il ordonne un repli général sur Fort Thompson. Aussi, quand les fédéraux arrivent sur les retranchements ennemis, trouvent-ils le fortin Croatan abandonné.
La Coast Division quitte ensuite le fortin Croatan et reprend sa marche en avant, en se scindant : la 1st brigade de Foster prend à droite, et suit la grand-route, alors que la 2nd brigade de Reno prend à gauche et suit la voie ferrée; la 3th brigade de Parke suit la 1st brigade.
Les Fédéraux continuent leur avance jusqu’à ce qu’ils rencontrent les premières sentinelles confédérées, placées à 1,5 mile (2,8 km) en avant de leurs fortifications. Comme la nuit tombe, Burnside ordonne de stopper et de bivouaquer sur place dans le même ordre : la 1st brigade à droite près de la route, la 2nd brigade à gauche près de la voie ferrée, la 3th brigade près de la 1st brigade. Les obusiers et les hommes qui les tirent n’arrivent qu’à 03h du matin.

### Le combat

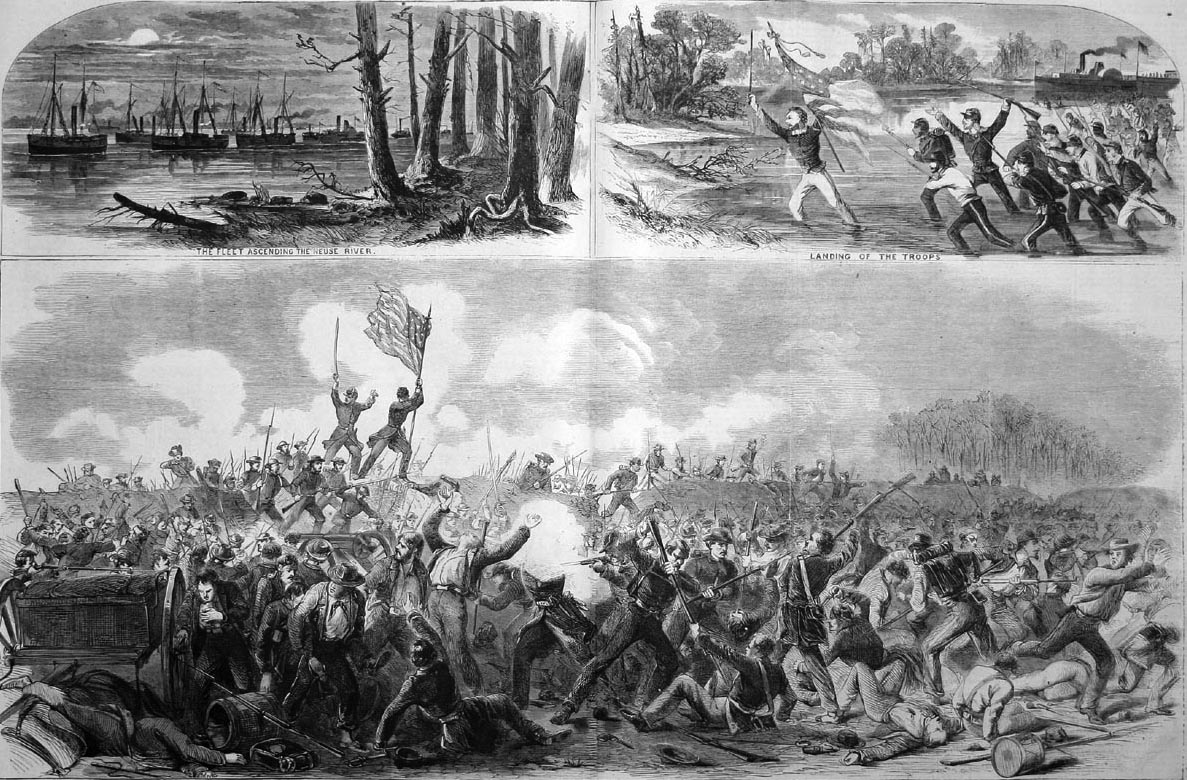
La Bataille de New Bern : l'illustration du Harper's Weekly du 5 avril 1862 dépeint bien le terrain marécageux - et le corps à corps acharné entre des rebels en civil et les troupiers fédéraux qui escaladent le talus.

Le 14 mars au matin, la campagne est couverte d’un épais brouillard. Le brigadier général Ambrose Burnside ordonne à ses troupes de se former et d’avancer sur les retranchements confédérés. Comme les fédéraux pensent que la ligne ennemie ne va que de la rivière à la briqueterie, Burnside ordonne à la 1st brigade d’attaquer l’aile gauche ennemie, pendant que la 2nd brigade essaiera d’envelopper leur aile droite en faisant un mouvement tournant au-delà de la briqueterie. Les 8 obusiers sont déployés en travers de la route, et la 3th brigade reste en réserve. Par ailleurs les canonnières fédérales arrosent les positions ennemies, mais leur tir au jugé (les positions confédérées sont cachées par les bois) si certes il perturbe les Nord-Caroliniens, est tellement erratique que Burnside demande au commander Stephen C. Rowan de pointer ses pièces ailleurs.
Cependant, du côté confédéré, Branch avait disposé ses meilleurs régiments près de la rivière : de sa gauche (le fort Thompson) ) à sa droite (la briqueterie) se trouvaient les 27th, 37th, 7th, et 35th North Carolina Regiments, avec le 33th en réserve. Le flanc droit du 35th s’appuyait sur un fourneau de la briqueterie, dont les murs avaient été perforés de meurtrières. Mais au-delà de la voie ferrée le front n’est tenu que par un seul régiment (le 26th North Carolina), renforcé de quelques compagnies de cavalerie. Quant au point le plus faiblement fortifié de la ligne confédérée, le saillant en regard du ruisseau, il n’est garni que des troupes les plus faibles : un bataillon de miliciens, des hommes qui ne sont sous les drapeaux que depuis 2 semaines et n'ont pour armes que des carabines et des fusils de chasse. Certes on leur a envoyé comme soutien 2 canons de 24 livres, mais ces pièces ne sont pas encore en batterie dans la briqueterie quand le combat commence.
En face, à l’aile droite des fédéraux, les régiments de la 1st brigade s’alignent de la rivière à la voie ferrée: les 25th, 24th, 27th, et le 23rd Massachusetts, et le 10th Connecticut. Ils sont de part et d’autre de la route de New Bern à Beaufort, et Foster a placé sur la route les obusiers traînés jusque là.
A l’aile gauche fédérale, Reno, ignorant toujours que les confédérés ont prolongé leur ligne de défense sur leur droite au-delà de la voie ferrée, envoie une partie du 21e régiment volontaire d'infanterie du Massachusetts à l’assaut de la briqueterie, avec le 9th New Jersey et le 51st New York en soutien, le 51st Pennsylvania restant en réserve. L’assaut débute bien, mais toute la ligne confédérée riposte, et les fédéraux doivent reculer.
Burnside envoie alors sa réserve, la 3rd Brigade, à l’aide de la 2nd Brigade de Reno. Le 4th Rhode Island remplace le 21st Massachusetts, qui est à court de munitions, et pendant l'échange le chef du 21st (Isaac P. Rodman) affirme au commandant du 4th (William S. Clark) que selon lui un nouvel assaut sur la briqueterie serait victorieux. Rodman en conséquence envoie un courrier au général Parke, par lequel il annonce à son supérieur qu'il prend les choses en main. Puis il aligne son régiment et se lance à l'attaque. L'assaut, basé sur une connaissance plus claire du front, réussit : le 4th Rhodes Island capture 9 canons et dépasse la ligne de retranchement confédérée.
La ligne de résistance confédérée se rompt alors : tout d'abord les miliciens peu aguerris prennent la fuite, ce qui expose les flancs des unités voisines. Branch donne l'ordre à ses réserves de monter en ligne pour colmater la brêche, mais il est trop tard : l'une après l'autre, chaque unité décroche. Branch ordonne la retraite, qui devient une déroute. Les fuyards refluent dans New Bern, des centaines d'entre eux courent jusqu'au dépôt et montent à bord d'un train qui partait. La fuite des confédérés est si précipitée qu'ils se ruent sur le pont traversant la Trent puis le brûlent en laissant bon nombre des leurs (qui seront capturés par les fédéraux) de l'autre côté. Ils mettent aussi le feu à un brûlot, qui dérive sur la rivière, et vient incendier et détruire le pont de chemin de fer.

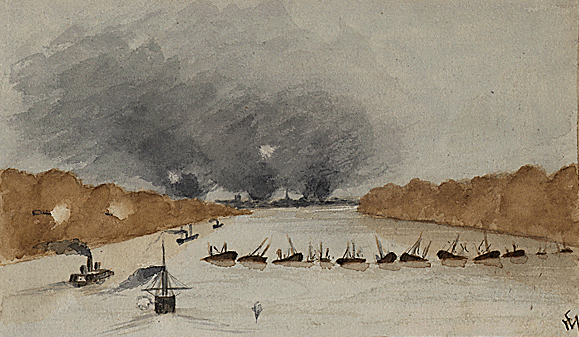
Aquarelle naïve de H.E. Valentine montre la progression de la flottille fédérale sur la rivière Neuse, en dépit de la barricade dressée en travers du courant et du feu des canons confédérés à partir de la rive droite. Trois nuages de fumée surmontent la ville de New Bern, dont le beffroi et le clocher sont silhouettés au loin.

Pendant que les soldats combattent à terre, la flottille de Rowan progresse vers l'amont. Les canonnières passent la barricade aval sans trop de dégâts, puis bombardent Fort Thompson, que les confédérés en retraite abandonnent bientôt (comme les autres casemates) après avoir encloué les pièces.
La flottille fédérale passe alors la barricade amont et commence à bombarder New Bern, augmentant la panique des Confédérés et les empêchant de se regrouper. Puis, comme les ponts ont été détruits, la flottille fait traverser la rivière aux fantassins unionistes. Quant aux confédérés en fuite, ils ne se regrouperont qu'au camp de Kinston (Caroline du Nord) .
Chez les confédérés, on compte 64 tués, 101 blessés et 413 capturés ou disparus. Du côté fédéral, on déplore 90 tués, 380 blessés, et un seul prisonnier.
Parmi les blessés, Charles Le Gendre, un français naturalisé américain, major du 51st New York (un régiment de volontaires qu'il a contribué à recruter) est gravement touché à la tête, mais récupérera et sera nommé lieutenant-colonel pour sa bravoure, avant de continuer une carrière étonnante.

## Suites
(voir le chapitre "Fin de la campagne" de l'article Campagne de Burnside en Caroline du Nord).
New Bern est occupée par les fédéraux (qui y capturent entre autres 41 gros canons) et restera en leur possession jusqu'à la fin de la guerre de Sécession : les Confédérés tenteront de reprendre New Bern un an plus tard, en mars 1863 - ainsi qu'en 1864, mais en vain.
L'objectif suivant de Burnside sera le port de Beaufort (qui est gardé par le fort Macon : voir bataille de Fort Macon), et Morehead City, qui ne sera pas défendue par les Confédérés.

## Sources
- (en) Cet article est partiellement ou en totalité issu de l’article de Wikipédia en anglais intitulé « Battle of New Bern » (voir la liste des auteurs).
- l'article "New Bern" de l'Encyclopædia Britannica 1911 : http://en.wikisource.org/wiki/1911_Encyclop%C3%A6dia_Britannica/Newbern
- le site de l' Heritage Preservation Service : http://www.cr.nps.gov/hps/abpp/battles/nc003.htm